# Наумов Володимир Григорович
Нау́мов Володи́мир Григо́рович (нар. 9 березня 1970, селище Шевченко, Добропільський район, Донецька область, УРСР — пом. 18 лютого 2014, Київ, Україна) — український громадянин, позапартійний. Активіст самооборони Майдану. Герой України.

## Біографія
Жив і працював у місті Родинське водієм у житлово-експлуатаційній конторі. За власними переконаннями поїхав на своїй машині на барикади Майдану. Обставини смерті невідомі. Знайдений на Трухановому острові в Києві 18 лютого 2014 року.
Залишив вдову та 2 синів: 4-річного Арсенія, 8-річного Єгора. Похований тихо, без участі євромайданівців. 9 березня йому мало виповнитися 44 роки. Любив читати твори Тараса Шевченка і знав збірку Кобзар напам'ять. У селі залишилась 85-річна мама.

## Вшанування пам'яті
19 лютого 2015 року в загальноосвітній школі селища Світле, де навчався Володимир Наумов було встановлено меморіальну дошку на його честь.

### Нагороди
- Звання Герой України з удостоєнням ордена «Золота Зірка» (21 листопада 2014, посмертно) — за громадянську мужність, патріотизм, героїчне відстоювання конституційних засад демократії, прав і свобод людини, самовіддане служіння Українському народу, виявлені під час Революції гідності[3]
- Медаль «За жертовність і любов до України» (УПЦ КП, червень 2015) (посмертно)[4]